# Afroedura broadleyi
Afroedura broadleyi (скельний гекон Бродлі) — вид геконоподібних ящірок родини геконових (Gekkonidae). Ендемік Південно-Африканської Республіки. Вид названий на честь британського герпетолога Дональда Джорджа Бродлі. Описаний у 2014 році.

## Поширення і екологія
Скельні гекони Бродлі мешкають в горах Саутпансберг, Блуберг і Матала в провінції Лімпопо. Вони живуть на сухих високогірних луках сурвельду і в сухих заростях бушвельду, в тріщинах серед скель, на висоті від 1000 до 1700 м над рівнем моря.